# ねがいごと (鈴木亜美の曲)
「ねがいごと」は、日本の女性歌手、鈴木亜美の楽曲。2005年8月17日よりエイベックスより3枚目のシングルとして発売された。

## 解説
エイベックス移籍第3弾。
「CDのみ」、「CD+DVD」の2形態で発売された。DVDには「ねがいごと」のビデオ・クリップとメイキングビデオが収録されている。
「ねがいごと」は、鈴木大輔（day after tomorrow、GIRL NEXT DOOR）が作曲を手掛けた。シングル発売後に彼が1stアルバム『AROUND THE WORLD』収録曲「Beautiful」、「Risk」の作曲も手掛けた。因みに鈴木亜美の兄も同姓同名であるが全くの無縁であり、同じ事務所の社員として勤めている。
PVでは、注目されなくなり、倉庫送りとなった一体のマネキンが、再び通行人の注目の的になるまでを描いたストーリー仕立てとなっており、主役のマネキンを演じる鈴木も、自分とかぶっているところがあって共感できたという。

## 収録曲

### CD
1. ねがいごと (5:10)
作詞：鈴木亜美 / 作曲：鈴木大輔 / 編曲：中村康就
TBS系『恋するハニカミ!』2005年8月オープニングテーマ
バラードナンバーで、歌詞は鈴木が思い描いている「理想の女性像」を投影したもの[3]。
2. Times (4:17)
作詞：鈴木亜美 / 作曲・編曲：渡辺徹
インターネット・ショッピング・モール『N's STREET』TV-CMソング
3. ねがいごと 〜Electronic Remix〜 (5:29)
Remixed by M.O.R.
4. ねがいごと 〜Dub's The wish was fulfilled Remix〜 (5:09)
Remixed by Dub Master X
5. ねがいごと (Instrumental) (5:10)
6. Times (Instrumental) (4:17)

### DVD
1. ねがいごと (Video Clip)
2. ねがいごと (Making)

## 収録アルバム
- ねがいごと
  - 『AROUND THE WORLD』
  - 『Ami Selection』
- Times
  - 『AROUND THE WORLD』
- ねがいごと 〜Dub's The wish was fulfilled Remix〜
  - 『AMIx WORLD』